# Staniol
Staniol (njem. Stanniol od tal. stagnolo: listić kositra, prema stagno: kositar od lat. stagnum: mješavina srebra i olova) su tanki srebrnasti listovi ili folije kositra, koje se proizvode valjanjem. Staniol se koristi u elektrotehnici pri izradi električnih kondenzatora i za zamatanje hrane (čokolade, desertnoga sira, bombona i drugog). U novije doba staniol se zamjenjuje mnogo jeftinijim aluminijskim folijama. Prvi zvučni zapisi koristili su  kositrenu  foliju kao nosioc.